# Malin Berghagen
Malin Birgitta Berghagen (llamada Berghagen Nilsson cuando estaba casada con Tommy Nilsson, y nacida el 11 de mayo de 1966 en Sollentuna, Suecia) es una actriz y actriz de voz sueca. Es hija de Lill-Babs y Lasse Berghagen y media hermana de Kristin Kaspersen.
En 1992 recibió el Premio Guldmasken.

## Filmografía escogida
- 1992 - Luciafesten (TV)
- 1992 - Svart Lucia
- 1992 - Rederiet (TV)
- 2002 - Stora teatern (TV)
- 2004 - Det okända (TV)
- 2006 - Wallander – Luftslottet